# Siculiana
Siculiana est une commune de la province d'Agrigente en Sicile (Italie).

## Toponymie
Siculiana en italien et en sicilien.

## Administration
| Période                                  | Période  | Identité                  | Étiquette             | Qualité |
| ---------------------------------------- | -------- | ------------------------- | --------------------- | --- |
| ?                                        | ?        | Francesco Marino (1911-?) | DC / Nuova repubblica | Chirurgien. Ancien combattant, invalide de guerre. Membre de la DC et de l'Action catholique dès 1944, membre du comité provincial de DC de Palerme et vice-secrétaire de la section « centre » de Palerme, député régional. |
| 13 juin 2006                             | En cours | Giuseppe Sinaguglia       |                       | |
| Les données manquantes sont à compléter. |          |                           |                       | |

### Communes limitrophes
Agrigente, Montallegro, Realmonte.

## Patrimoine
- Réserve naturelle de Torre Salsa, gérée depuis 2000 par WWF Italia ;
- Torre Salsa, tour côtière.